# قبتان
قبتان (به عربی: قبتان) یک روستا در سوریه است که در ناحیه اخترین واقع شده‌است. قبتان ۸۴۶ نفر جمعیت دارد.